# Многодетная семья

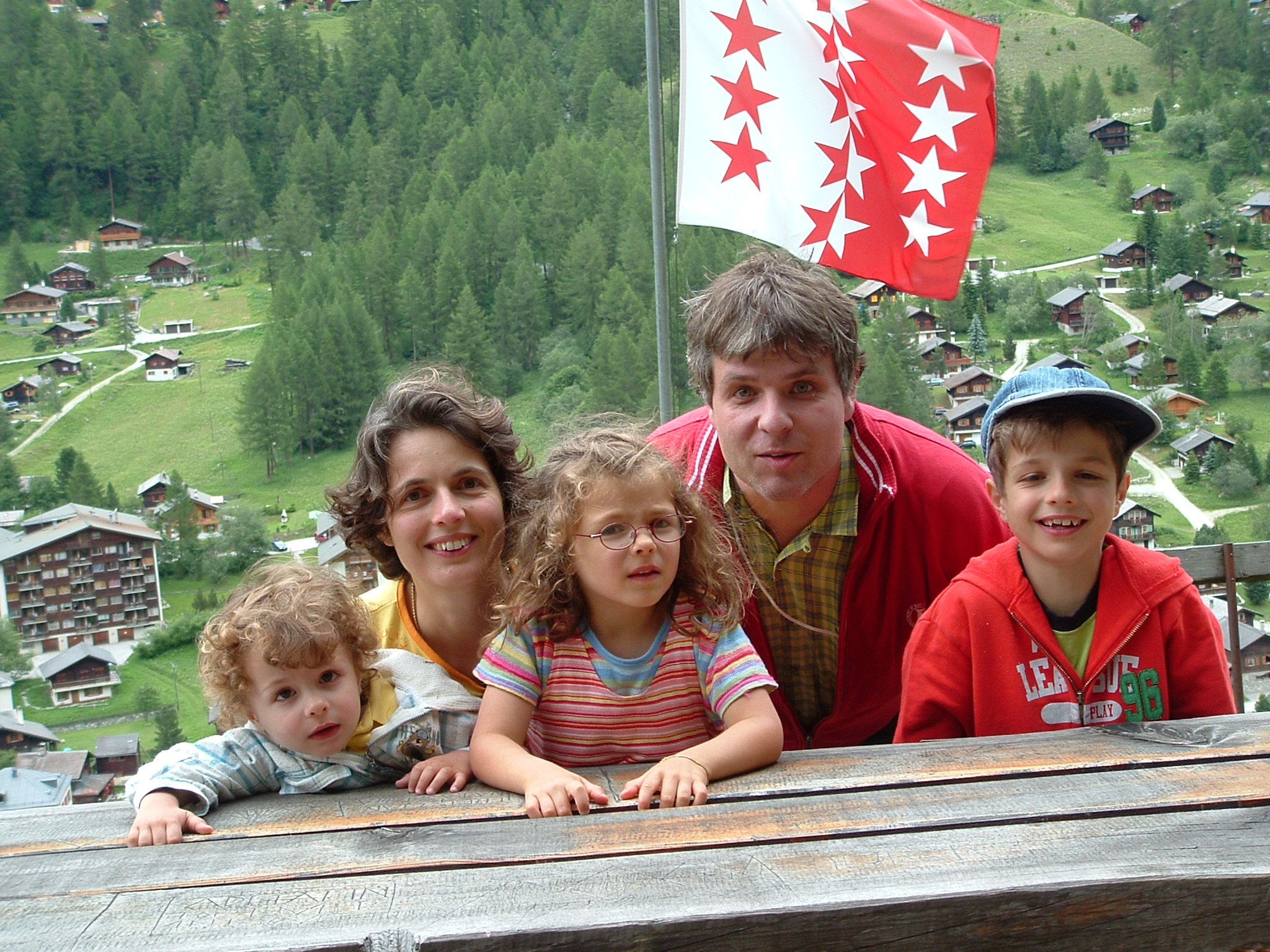
немецкая многодетная семья

Многоде́тная семья́ в России и большинстве европейских стран — это семья, в которой трое и более детей.

## Социальная поддержка

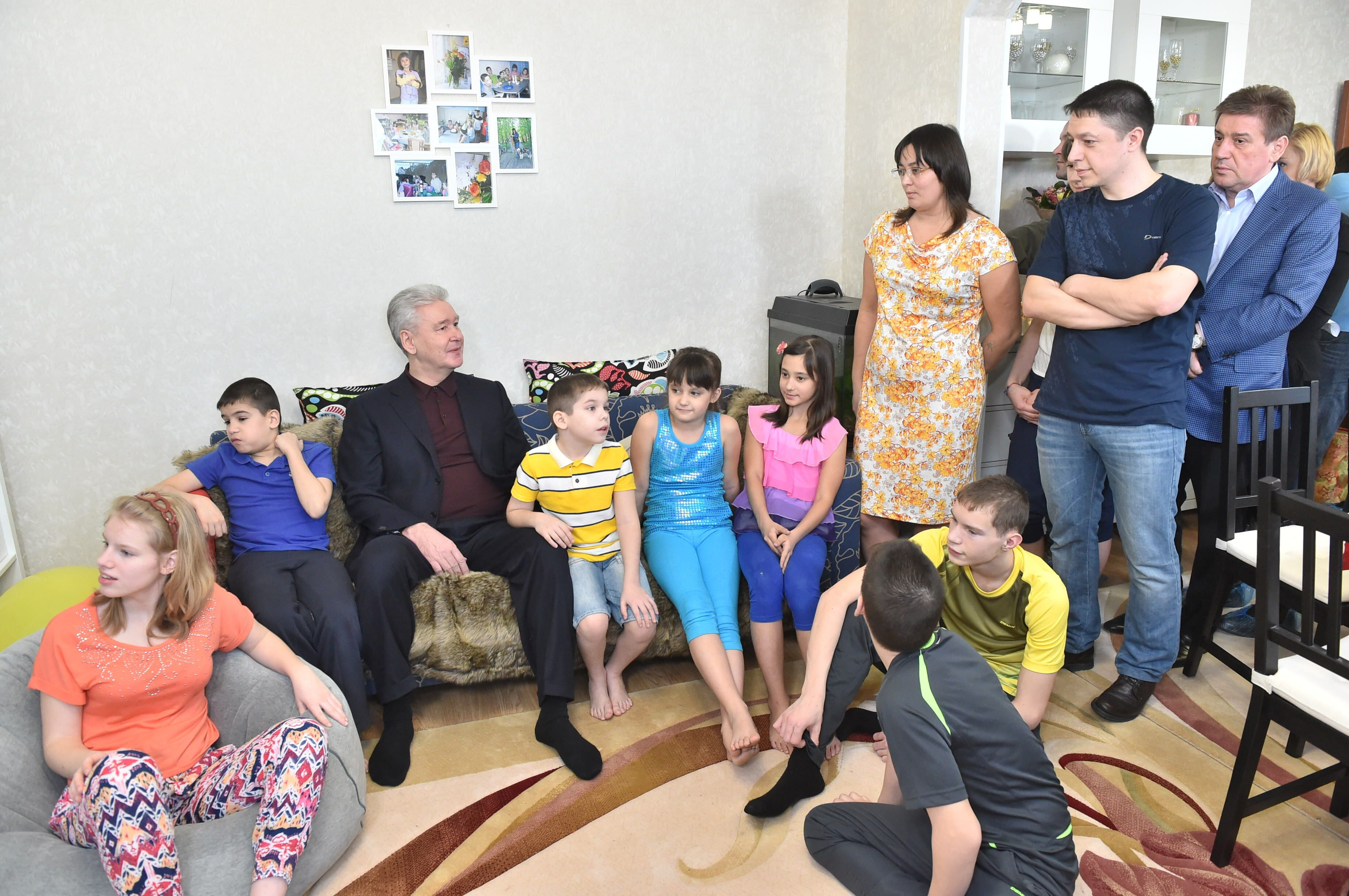
Посещение мэром Москвы Сергеем Собяниным многодетной семьи Княгининых, 2015 год

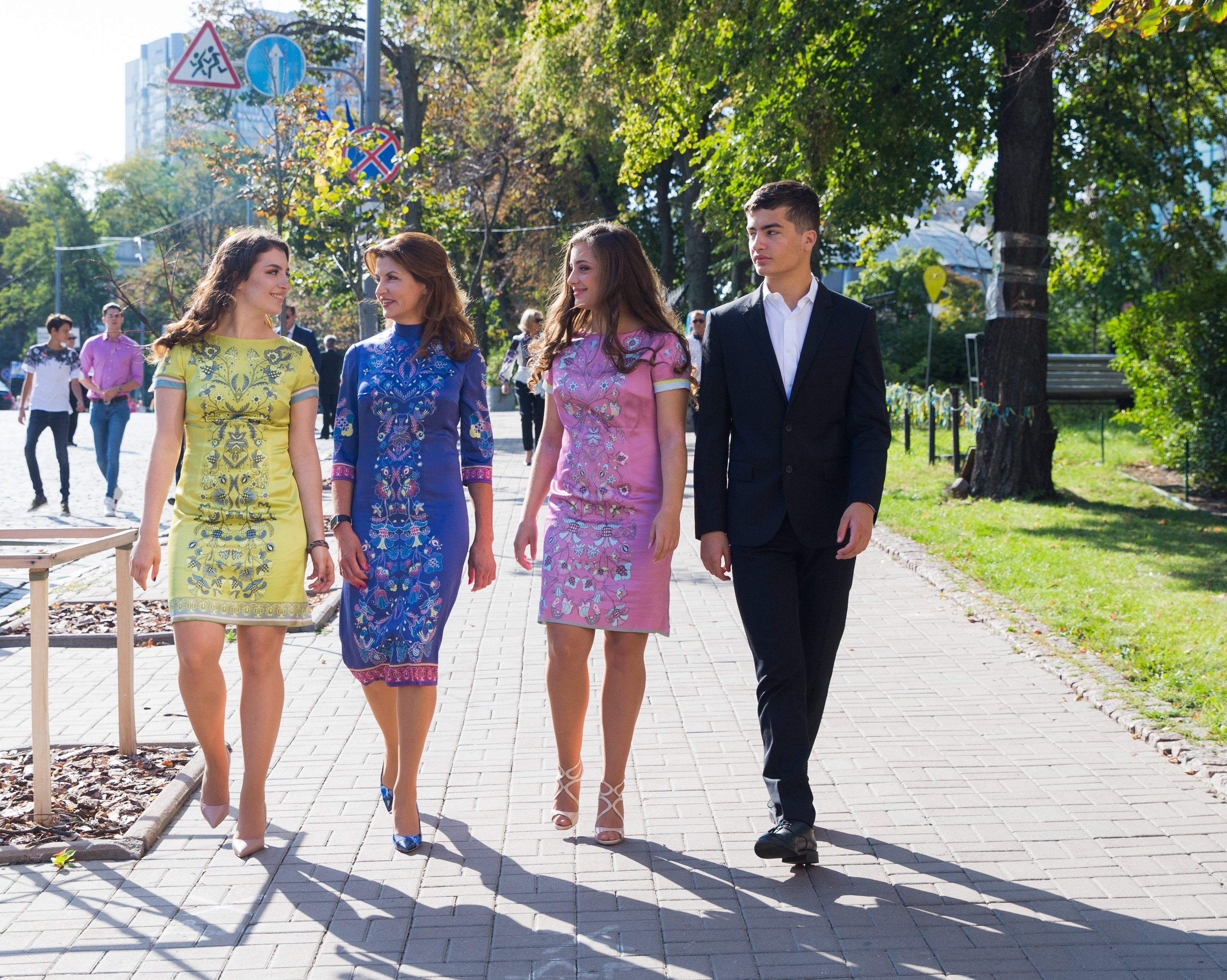
Марина Порошенко, жена Петра Порошенко со своими детьми

В большинстве европейских стран, в том числе и в России, многодетные семьи получают государственную поддержку. Это связано с тем, что в этих странах уровень естественного прироста населения крайне низок, а порой даже отрицательный. Снижение населения вредит социальной стабильности в обществе и развитию экономики, поэтому государство оказывает поддержку многодетным семьям. Форма поддержки может быть самой разнообразной — от субсидий и налоговых льгот до снижения пенсионного возраста для матери.
Многодетных отцов не мобилизуют на войну, если у них есть трое и более детей до 16 лет.

### Франция
Во Франции на поддержку многодетных семей направлена государственная программа «Большая семья». Она существует с 1921 года. В рамках общей государственной политики по стимулированию рождаемости многодетным семьям во Франции предоставляется субсидирование и налоговые льготы. Например, каждый следующий ребёнок уменьшает налогооблагаемую базу, так что семьи с четырьмя детьми практически вообще не платят налогов. Данная льгота распространяется на всех граждан вне зависимости от материального достатка.

### Германия
Аналогичная система существует и в Германии — в многодетных семьях за рождение каждого ребёнка родители получают дополнительный налоговый бонус.

### Швеция
В Швеции многодетные семьи получают весьма существенное пособие, размер которого увеличивается с рождением очередного ребёнка. Кроме того, для многодетных семей с доходами ниже прожиточного минимума существует система дополнительных пособий: например, для оплаты жилья, детских дошкольных учреждений. Также существует система неденежного субсидирования — например, членам многодетных семей выдаются специальные талоны на продукты питания.

### Финляндия
В Финляндии система поддержки многодетных семей ориентирована на предоставление различных пособий, например, существует так называемый «пакет для новорождённого», который государство дарит всем рожающим в Финляндии женщинам, независимо от их гражданства. Этот «пакет» содержит все, что требуется новорождённому в течение первого года жизни.

### Польша
В Польше многодетная семья с низким уровнем дохода может рассчитывать на пособие по многодетности. Если же в семье есть ребёнок‑инвалид и один из родителей не работает по причине ухода за этим ребёнком, это пособие увеличивается вдвое.
Практически среди всех жителей страны частым явлением выступает общественное мнение,что рождение больше чем 2-3 детей-это патология. Выживать многодетным семьям в стране людей с такими менталитетом,крайне сложно.

### Чехия
В Чехии существовала льгота для рожающих женщин: каждый рождённый ребёнок уменьшал на год возраст её выхода на пенсию. На женщин 1972 года рождения и младше эта льгота не распространяется. 

### Китай
Диаметрально противоположная ситуация была в Китае, где государство с конца 1970-х по 2015 проводило жёсткую политику ограничения рождаемости, выраженную тезисом «Одна семья — один ребёнок». Так, парам, проживающим в городе, разрешалось иметь только одного ребёнка; семьям, живущим в сельской местности, можно было иметь двух детей, но при условии, что первой рождается девочка. Семьям, нарушившим лимит рождаемости, грозит крупный денежный штраф, а также другие наказания — например, исключение из рядов правящей Коммунистической партии.